# Râul Sabo
Râul Sabo este un curs de apă, afluent al râului Fântâna lui Gal. 

## Hărți
- Harta județului Harghita
- Harta Munții Hășmaș  Arhivat în 26 iunie 2008, la Wayback Machine.